# Carlos María Naón
Carlos María Naón es una localidad del centro de la provincia de Buenos Aires, Argentina, perteneciente al partido de Nueve de Julio.

## Ubicación
Se encuentra a 45 km al norte de la ciudad de Nueve de Julio accediéndose por la ruta provincial 65 hasta el acceso al pueblo, para luego proseguir por camino consolidado de la ruta provincial 70.

## Población
Cuenta con 460 habitantes (Indec, 2022), 497 habitantes (Indec, 2010) del censo anterior.
| Gráfica de evolución demográfica de Carlos María Naón entre 1991 y 2022 |
|                                                                         |
| Fuente: Censos nacionales del INDEC                                     |